# 1945 en Italie
Chronologie de l'Italie
- 1941
- 1942
- 1943
- 1944
- 1945
- 1946
- 1947
- 1948
- 1949

## Événements
- 31 janvier : décret reconnaissant le droit de vote des femmes[1].

- 7 février : massacre d'un groupe de partisans catholiques à Porzûs dans le Frioul par des partisans communistes[2].
- 13 février : le grand-rabbin de Rome Israel Zolli se convertit au catholicisme[3].

- 3 mars : grèves insurrectionnelles dans le Nord déclenchées par le CLNAI[4]. Le parti communiste italien appelle quelques jours plus tard (11-12 mars) au soulèvement armé contre les Allemands et les fascistes[5].
- 21 mars : attaque aérienne alliée contre le port de Venise[6].
- 28 mars : grèves des ouvriers de Milan et de Turin[7],[8].

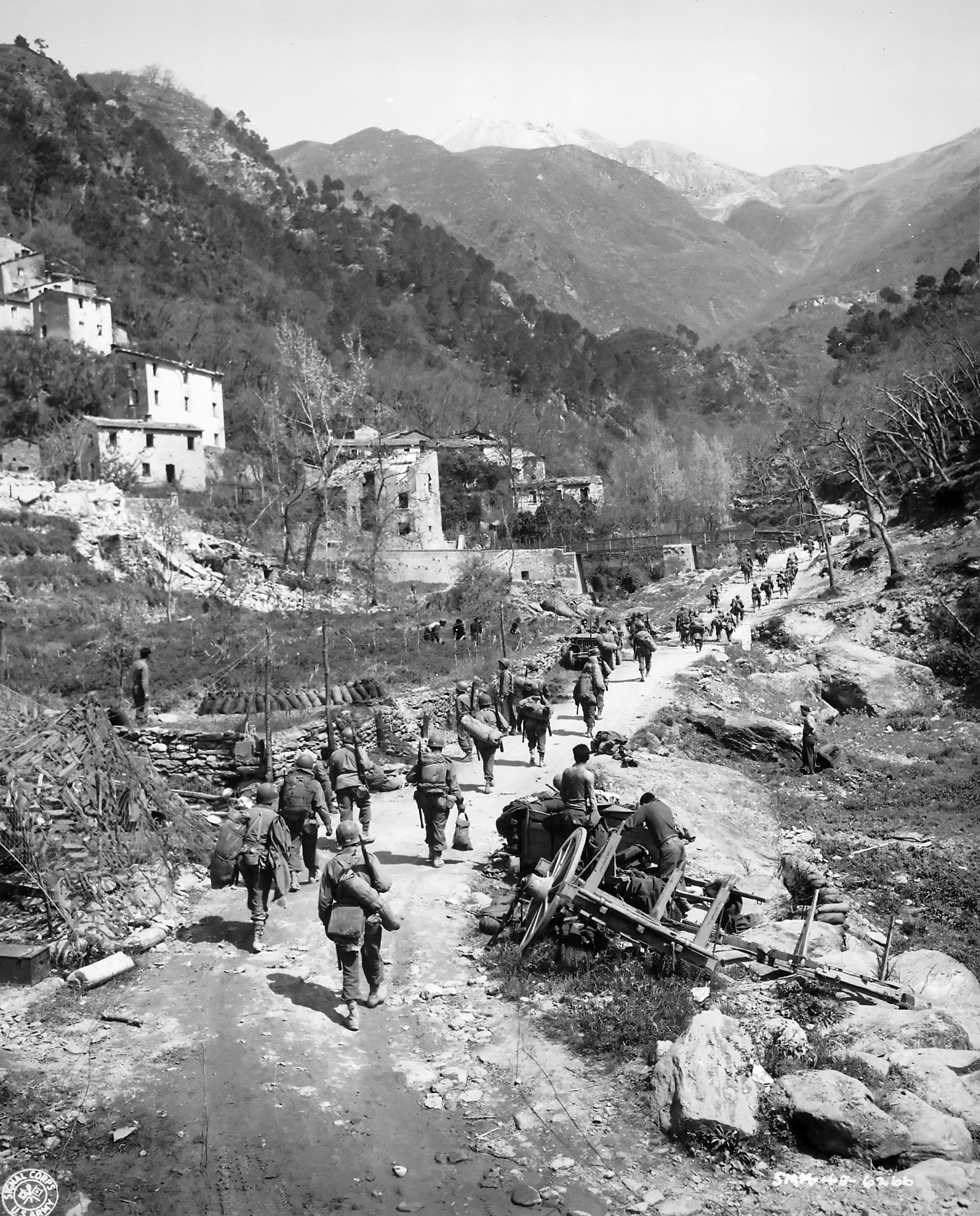
Opération du 92nd Infantry Division poursuivant les soldats allemands en retraite dans la vallée du Pô en avril 1945

- 1er-3 avril : opération Roast des Alliés dans la lagune de Comacchio[9].
- 6 avril-2 mai : offensive militaire alliée doublée des opérations des partisans en Italie du Nord[10].

Explosion du SS Charles Henderson

- 9 avril : le navire SS Charles Henderson (en) chargé de bombes explose dans le port de Bari, faisant près de 360 morts et environ 1 730 blessés parmi l'équipage et les dockers qui le déchargeaient[11].
- 12-19 avril : bataille d'Argenta Gap[12]. Après la rupture de la « ligne gothique » dans les Apennins, la plaine du Pô est ouverte aux Alliés[13].
- 18 avril : nouvelle grève des ouvriers de Turin[7].
- 20-21-22 avril : Bologne, Modène et Reggio Emilia sont évacuées par les Allemands. Dans chacune des trois villes, les partisans s’insurgent et prennent le pouvoir avant l’arrivée des troupes alliées[10].
- 19-23 avril : opération Herring[14].
- 24 avril : insurrection de Gênes[7].
- 25 avril : insurrection de Milan[7].
- 26-30 avril : bataille de Collecchio ou de la Sacca di Fornovo[15].
- 27 avril :
  - arrestation de Mussolini par des partisans alors qu’il tentait de passer en Suisse[16].
  - occupation de Gênes, Parme, Bologne, Vérone et Ferrare par les Alliés[13].
- 28 avril : Benito Mussolini et Clara Petacci sont exécutés par des partisans italiens à Dongo avec une quinzaine de hiérarques dont Pavolini, Fernando Mezzasoma et Paolo Zerbino[16].
- 28 - 29 avril : les Britanniques occupent Venise[13], Padoue et Vicence[17].
- 29 avril : la reddition de Caserte prévoit la capitulation des troupes allemandes en Italie pour le 2 mai[18]. Le CLNAI installe partout des administrations provisoires[19], annonçant une transformation radicale de la politique et de la société en Italie du Nord, mais Togliatti annonce dans son discours du 19 mai à Milan que le parti communiste italien a décidé de transformer la société italienne par voie légale, la pratique parlementaire et la participation au gouvernement du CLN[20].

- 1er mai : les partisans yougoslaves entrent dans Trieste et proclament son rattachement à la Yougoslavie[21].
- 2 mai : occupation de Turin, Milan, Brescia et Trieste par les Alliés[13].
- 4 mai : libération des otages des SS dans le Haut-Adige[22].
- 12-13 mai : massacre de l'hôpital psychiatrique de Verceil[23].

- 9 juin, question de Trieste : par l'accord de Belgrade, la Vénétie julienne est divisée en deux zones administrées militairement respectivement par les Alliés et les Yougoslaves. Le 22 juin, les secteurs d'occupation respectifs sont délimités par la « ligne Morgan »[24]. Début de l'exode istrien des minorités italophones.
- 12 juin : Ivanoe Bonomi démissionne sous la pression de la nouvelle situation politique[1].
- 17 juin : l'indépendantiste sicilien Antonio Canepa est tué près de Randazzo lors d'un affrontement avec des carabiniers[25].

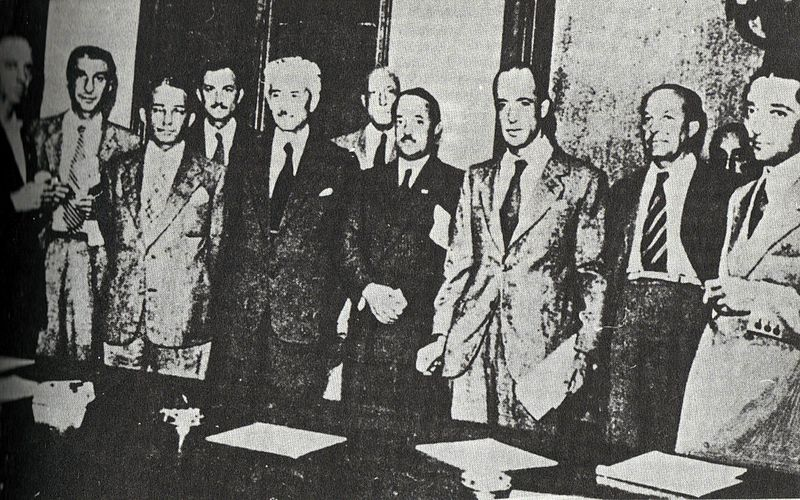
Gouvernement Parri.

- 19 juin-8 décembre : gouvernement de Ferruccio Parri, leader du parti d’Action[10].
  - Les partisans de Haute-Italie prennent possession de nombreuses entreprises, expropriant les propriétaires accusés de collaboration, leur substituant des « conseils de fabrique » gérés par les ouvriers. Le gouvernement décide une épuration financière visant les entreprises ayant gagné de l’argent pendant la période fasciste. À l’automne, Parri élabore un plan économique prévoyant un impôt sur le capital et des avantages aux petites industries. Ces projets inquiètent les fonctionnaires de la Commission alliée qui contrôle l’Italie du Nord, et elle obtient la dissolution des conseils d’usines et le retrait de toute responsabilité au CLNAI[26].

- 14 juillet : l'Italie déclare la guerre au Japon[27].
- 25 septembre : première réunion de la Consulta Nazionale[1].

- 3 octobre : arrestation des séparatistes siciliens Andrea Finocchiaro Aprile et Antonino Varvaro[28].

- 24 novembre : sous la pression du parti libéral (conservateur) et de la Démocratie chrétienne, Ferruccio Parri doit démissionner[1].

- 10 décembre : après de longues négociations, le démocrate-chrétien Alcide De Gasperi forme un gouvernement avec les communistes et les socialistes[1].
- 29 décembre : congrès du parti communiste italien à Rome (fin le 8 janvier 1946). Il déclare vouloir prendre en charge l’héritage du Risorgimento et la défense des valeurs nationales[1].

- La production industrielle représente 23 % de celle de 1938. 1,6 million de chômeurs[29].
- Environ un million d’Italiens sont sous les drapeaux à la fin de la guerre : 50 000 combattent avec les Alliés dans les divisions régulières (plus 200 000 hommes dans les services non combattants) ; 250 000 dans le maquis en avril 1945 ; 400 000 à 645 000 dans les divisions fascistes et allemandes en 1943-1945[30].

## Culture

### Cinéma
- Box-office Italie 1945

#### Autres films sortis en Italie en 1945
- 27 juin : Arsenico e vecchi merletti (Arsenic et vieilles dentelles), film américain réalisé par Frank Capra
- 29 juin : Così vinsi la guerra (Un fou s'en va-t-en guerre), film américain réalisé par Elliott Nugent

### Littérature

#### Livres parus en 1945
- Carlo Levi : Le Christ s'est arrêté à Eboli.
- Dino Buzzati : La Fameuse Invasion de la Sicile par les ours.

#### Prix et récompenses
- Prix Bagutta : non décerné
- Prix Viareggio : non décerné à cause de la guerre

## Naissances en 1945
- 20 janvier : Gianni Amelio, réalisateur de cinéma et de télévision.
- 31 mars : Lara Saint Paul, chanteuse italo-érythréenne. († 8 mai 2018)
- 2 juin : Rita Borsellino, femme politique. († 15 août 2018)
- 9 juillet : Erminio Boso, homme politique.  († 10 janvier 2019)
- 9 octobre : Gianni Mura, journaliste et écrivain. († 21 mars 2020).

## Décès en 1945
- 19 mars : Alberto Capozzi, 60 ans, acteur ayant tourné dans plus de 130 films entre 1908 et 1945. (° 8 juillet 1884)
- 28 avril : Benito Mussolini, 61 ans, journaliste, idéologue et homme d'État, Président du Conseil de 1922 à 1943. (° 29 juillet 1883)
- 6 juin : Francesco Verri, 59 ans, coureur cycliste sur piste, triple champion olympique aux Jeux olympiques intercalaires de 1906 à Athènes. (° 11 juin 1885)
- 16 octobre : Vasco Creti, 70 ans, acteur de théâtre et de cinéma. (° 7 décembre 1874)
- 9 novembre : Pietro Speciale, 69 ans, escrimeur, champion olympique (fleuret par équipe) aux Jeux olympiques de 1920 à Anvers. (° 29 septembre 1876)